# 蝶結び

蝶結び

蝶結び（ちょうむすび）または蝶々結び（ちょうちょむすび）は、紐の端と端をつなげる結び方のひとつ。花結び（はなむすび）ともいうが、花結びという語句は伝統工芸の飾り結びを指すのにも用いられる。英語圏ではシューレース・ノット（英: Shoelace knot）、ボウ・ノット（英: Bow knot）などという。

## 結び方
蝶結びを結ぶには、まず紐の端と端を絡ませて一重結びの状態にする。以下の説明では、この時点で左側の端が手前から、右側の端が奥が出ているとする（そうでない場合は左右を逆に考える）。
次に、両端をそれぞれ2つ折りにするが、右側のループを左側のループが囲むようにする。この状態で、左側のループの根元のうち端に近い方を右側に引き出せば蝶結びとなる。

## 特徴・用途

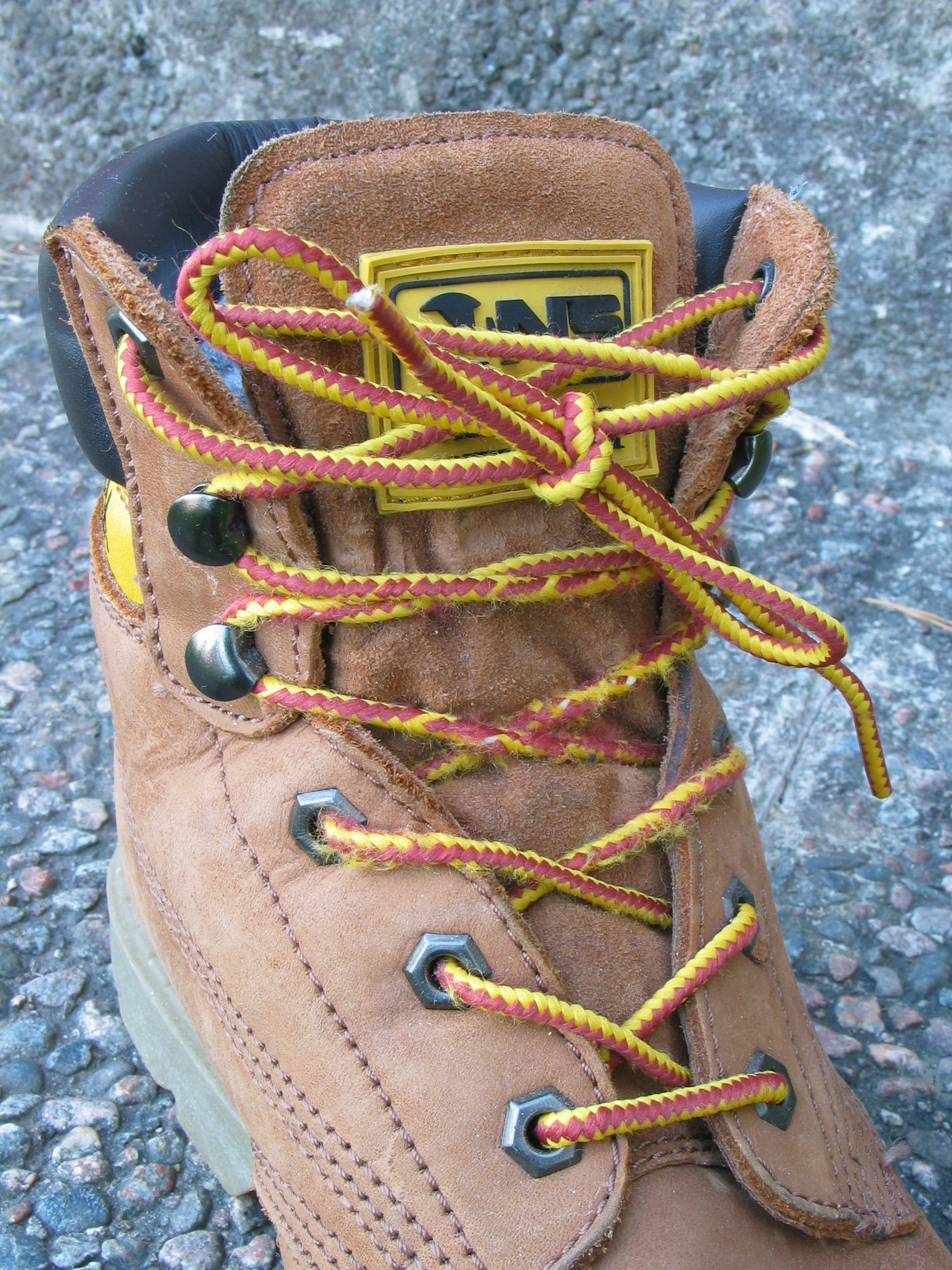
蝶結びされた靴紐

蝶結びは、本結びの両端を引き解けの状態にしたものと解釈することができる。つまり、蝶結びの両端の紐を外側に引くと結び目は解けて一重結びとなり、また蝶結びの状態から、両端をそれぞれのループの側に引いて引き解けを解消すれば本結びとなる。
また、本結びの結び方を誤ると縦結びになるのと同様に、蝶結びについても2つの引き解けの部分をつくるときに紐の上下を誤ると結び目が縦結び状になってしまう（つまり、両端をそれぞれのループの側に引いて引き解けを解消したとき縦結びになる）。
蝶結びは主に1本の紐の端と端を結んでなにかを縛るのに使用される。特に靴紐を結ぶときに多用され、通常通りに蝶結びを結んだあと両側のループをひと結びしておくとほどけにくくなる。このほか、書類をとじるのに使ったり、風呂敷やリボンを結ぶために使われる。

## 関連する結び目
片花結び
本結びの片方だけを引き解けの状態にした結び目。
二重花結び
靴紐を結ぶとき、登山時など特に丈夫にしておきたいときの結び方。本結びに対する外科結びと似ているが、外科結びでは最初に二回通すのに対しこちらでは後から二回通す。